# Жилевича, Айя
Айя Жилевича (в советское время Айя Валентиновна Жилевич; латыш. Aija Žileviča; 14 мая 1940, Рига — 8 января 2023, там же) — советский и латвийский микробиолог, профессор Латвийского университета и Рижского медицинского института. Член-корреспондент Латвийской академии наук (1994). Хабилитированный доктор медицинских наук (1992).

## Биография
Родилась 14 мая 1940 года в Риге, в семье врача Валентина Бумейстера и его жены Валды. С 1958 по 1964 год училась на факультете общей медицины Рижского медицинского института. Продолжила обучение в аспирантуре Института микробиологии имени А. Кирхенштейна Латвийской академии наук (1964—1967), в 1968 году защитила кандидатскую диссертацию в Институте экспериментальной и клинической медицины Латвийского университета.
Работала научным сотрудником в Институте микробиологии имени А. Кирхенштейна (1967—1974), в 1974 году была избрана доцентом Рижского медицинского института, возглавляла кафедру микробиологии РМИ (1975—1996).
В 1980 году Жилевича защитила докторскую диссертацию в Московском институте вирусологии и стала самой молодой женщиной — доктором медицинских наук в СССР.
В 1982 году была избрана профессором Рижского медицинского института и прошла процесс нострификации в Латвии, получив степень хабилитированного доктора медицинских наук. С 1993 по 1994 год — проректор по учебной работе Латвийской медицинской академии. С 1992 по 1999 год — председатель медицинского экспертного совета Латвийского совета науки и с 1994 по 1997 год председатель объединённого экспертного совета. В 1994 году избрана членом-корреспондентом Латвийской академии наук. С 2009 года была председателем Совета по продвижению медицины, фармации и биологии, Латвийского университета.
Автор 209 публикаций в научных журналах, 220 тезисов конференций и шести учебников.

## Работы

### Mонографии
- Vīrusi kā vēža izraisītāji. Rīga:	Zinātne, 1971. — 40 lpp.
- Биотехнология: Биологические агенты, технология, аппаратура. У. Э. Виестур, И. А. Шмите, А. В. Жилевич. Рига: Зинатне, 1987. — 263 с.
- Инфекционные болезни и методы их лабораторной диагностики. А. Ф. Блюгер, А. В. Жилевич, И. Н. Новицкий. Ленинград: Медицина, 1990. — 173 с.
- Микроорганизмы и вирусы: морфологические, физиологические и антигенные свойства. А. В. Жилевич, Д. К. Ринкужа, У. Э. Виестур. Рига: Зинатне, 1992
- Medicīnas mikrobioloģija. Rīga: LU Akadēmiskais apgāds, 2014. — 365 lpp.

### Публикации
- I.Ancupane, A.Miltins, V.Miltins, A.Zilevica. Tendency in the spread of syphilis among the population of Latvia (1900—1997). Acta medicohistorica Rigensia, 2000, pp. 149—157.